# 針生盛信
針生 盛信（はりゅう もりのぶ、天文22年（1553年） - 寛永2年8月9日（1625年9月10日））は、戦国時代から江戸時代前期にかけての武将。父は針生盛秋。子に盛直、実信。民部。

## 生涯
蘆名氏の第14代当主・蘆名盛滋の曾孫に当たる。針生氏は蘆名氏の分家の一族で、主に外交を担当し、蘆名盛氏からも重用されたが、盛氏の代に台頭してきた金上盛備と権勢をめぐって対立し、蘆名氏の分裂を招いたという。
天正17年（1589年）に蘆名氏が伊達政宗に滅ぼされると政宗に仕えた。寛永2年（1625年）に死去。享年73。